# Dieter Falk (Rennfahrer)

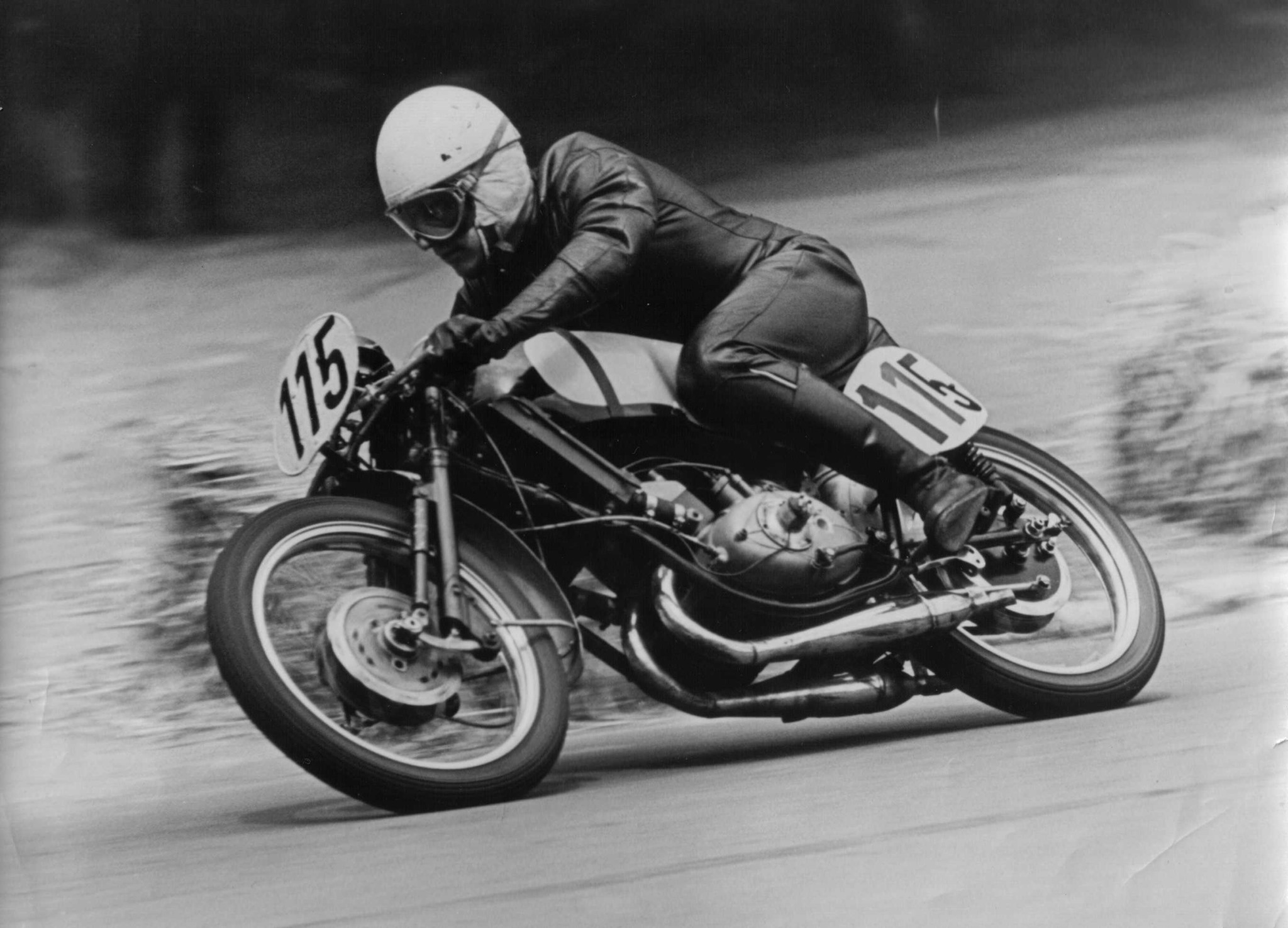
Dieter Falk auf seiner Adler

Dieter Falk (* 6. Oktober 1930; † 5. Juni 2021 in Freudenberg) war ein deutscher Motorradrennfahrer.

## Karriere
Dieter Falk wurde 1956 Deutscher Juniorenmeister und gewann 1958 auf Adler die Deutscher Straßenmeisterschaft in der Klasse bis 250 cm³ Hubraum.
In der Saison 1958 nahm er auf Adler auch an der Motorrad-Weltmeisterschaft teil. Er errang bei der Dutch TT in Assen und beim Großen Preis von Deutschland auf dem Nürburgring jeweils Rang drei in der Viertelliterklasse und wurde Fünfter der Gesamtwertung.
Falk verstarb am 5. Juni 2021 in seiner Heimat Freudenberg.

## Statistik

### Erfolge
- 1958 – Deutscher 250-cm³-Meister auf Adler

### In der Motorrad-Weltmeisterschaft
| Saison | Klasse  | Motorrad | Rennen | Siege | Zweiter | Dritter | Schn. Runden | Punkte | Ergebnis |
| ------ | ------- | -------- | ------ | ----- | ------- | ------- | ------------ | ------ | -------- |
| 1958   | 250 cm³ | Adler    | 4      | –     | –       | –       | –            | 11     | 5.       |
| Gesamt | Gesamt  | Gesamt   | 4      | 0     | 0       | 2       | 0            | 11     |          |